# Panajachel

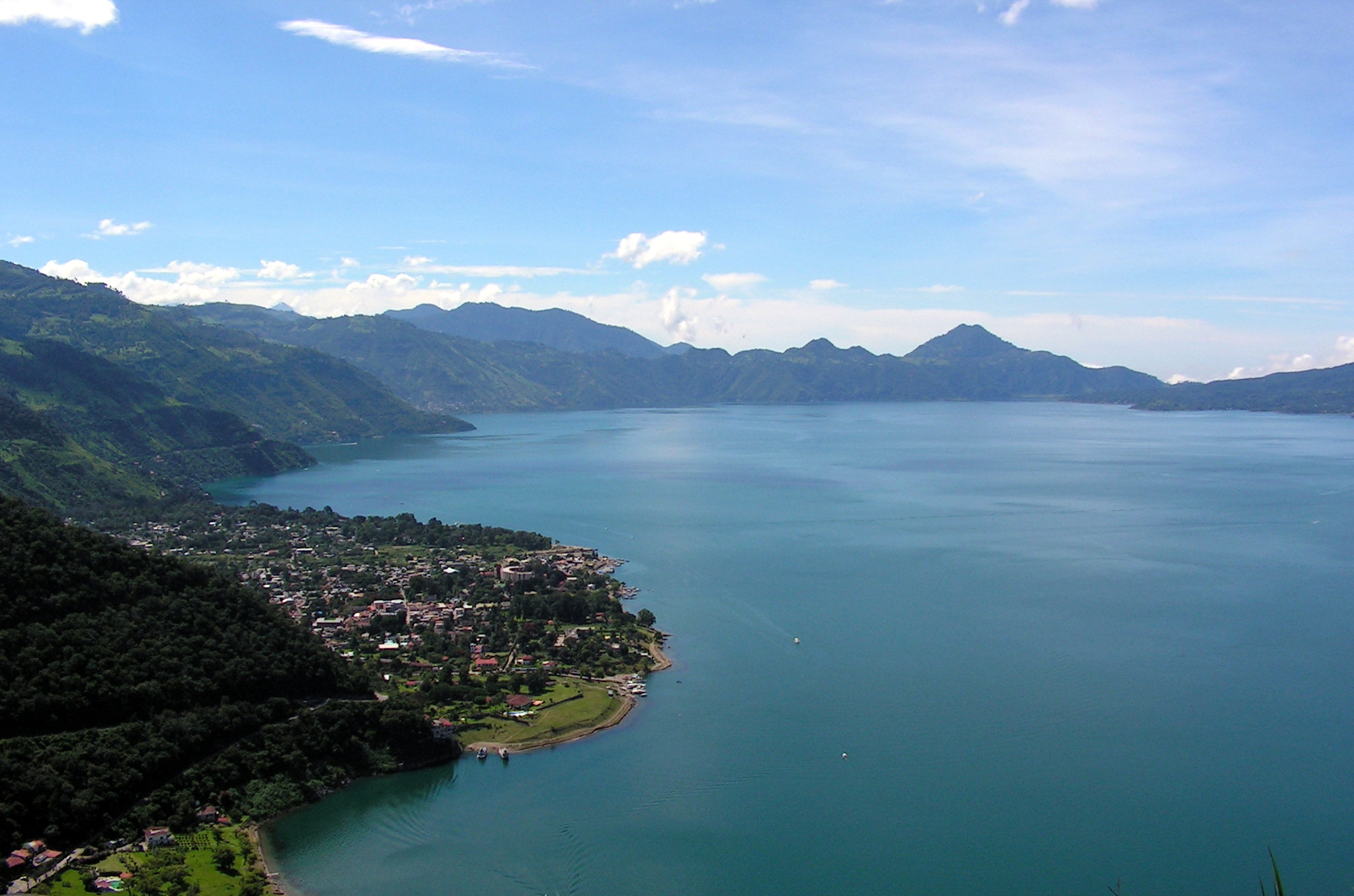
Panajachel sur les rives du lac Atitlán.

Panajachel est une ville du Guatemala dans le département de Sololá, sur les rives du lac Atitlán.
Son altitude est de 1 597 m et sa population de 11 142 habitants en 2002.
Il s'agit, avec Antigua, Chichicastenango et Tikal, d'un des principaux centres touristiques du pays.

## Personnalités
- Nan Cuz (1927 2019), artiste-peintre germano-guatemaltèque, est morte à Panajachel.